# Xavier Eluère
Xavier Marie Louis Antoine Eluère (8. september 1897 – 5. februar 1967) var en fransk bokser som deltog i de olympiske lege 1920 i Antwerpen.  
Eluère vandt en bronzemedalje i boksning under OL 1920 i Antwerpen. Han kom på en tredjeplads i vægtklassen sværvægt. I semifinalen tabte han til danske Søren Petersen som senere i finalen tabte til britiske Ronald Rawson. Der var ni boksere fra otte lande  21. til 24. august 1920. 